# 米長玉
| 9  | 8  | 7  | 6  | 5 | 4 | 3 | 2 | 1 |    |
|    |    |    |    |   |   |   |   |   | 一 |
|    |    |    |    |   |   |   |   |   | 二 |
|    |    |    |    |   |   |   |   |   | 三 |
|    |    |    |    |   |   |   |   |   | 四 |
|    |    |    |    |   |   |   |   |   | 五 |
| 歩 | 歩 | 歩 | 歩 |   |   |   |   |   | 六 |
|    | 銀 |    | 金 |   |   |   |   |   | 七 |
| 玉 |    | 金 |    |   |   |   |   |   | 八 |
| 香 | 桂 |    |    |   |   |   |   |   | 九 |

米長玉（よねながぎょく）は、将棋用語の一つ。米長邦雄永世棋聖が多用したことからその名が付いた。米長はこれにより、のち2000年（1999年度）の将棋大賞で升田幸三賞を受賞している。

## 概要
米長玉と呼ばれている形は、固定的な戦法や囲い方というものではなく、終盤の一手争いにおいて、玉将を香車の上に早逃げすることにより手数を稼いだり、駒の入手によって相手玉への詰めろが生じることなどによる逆転を目的とするものである。
この早逃げにより、自玉がいわゆる「ゼット」の状態（絶対に詰まない状態）になることが非常に多く、弟子の先崎学は「今でこそ『ゼット』の感覚は棋士にとって常識となっているが、（米長が活躍した）当時には無かった感覚である。だからあれだけ勝てたのだ」という趣旨の発言をしている。
後年の米長によれば、着想のきっかけは振り飛車の名手、大山康晴との玉頭位取り戦。▲7五歩と位を取った上で、玉を早逃げしてから戦うと言う発想である。この場合、居飛車側が7筋を制圧していること、およびやはり後手の9筋の香車は守りの香車であることから、端攻めの脅威は比較的低く、角筋や飛車から予め逃げておくことの利が勝るとのことである。
現在では特に居飛車での銀冠系の囲いにおいて玉将を香車の直上、先手の場合9八、後手の場合1二に置いた形、もしくはその着手のことを言う場合が多い。
香車の守備力を玉で損なう形となり、端攻めが気になるが、8七に銀将があるため、あまり大きな欠点ではないといえる。しかし、図のような形では、側面の守備が抜き出て堅いものではないので、注意が必要である。また、少し変わった形であるため、定跡を外れた変則的な対局で現れやすい。
また広義には対局中、予想外の玉の一手も米長玉と言う時がある。

## 新米長玉
| 9  | 8  | 7  | 6  | 5  | 4  | 3  | 2  | 1  |    |
| 香 | 桂 | 銀 | 金 |    | 金 | 銀 | 桂 | 香 | 一 |
|    | 飛 |    | 王 |    |    |    | 角 |    | 二 |
| 歩 | 歩 | 歩 | 歩 | 歩 | 歩 | 歩 | 歩 | 歩 | 三 |
|    |    |    |    |    |    |    |    |    | 四 |
|    |    |    |    |    |    |    |    |    | 五 |
|    |    | 歩 |    |    |    |    |    |    | 六 |
| 歩 | 歩 |    | 歩 | 歩 | 歩 | 歩 | 歩 | 歩 | 七 |
|    | 角 |    |    |    |    |    | 飛 |    | 八 |
| 香 | 桂 | 銀 | 金 | 玉 | 金 | 銀 | 桂 | 香 | 九 |

2012年1月14日における第一回将棋電王戦でコンピュータ将棋のボンクラーズと対戦した米長は、初手▲7六歩に対し2手目△6二玉と指し、これを米長自身が新米長玉と称した。ボナンザ開発者の保木邦仁が、ボナンザ系のソフトに対して有効な手として米長に紹介したものであり、その意図はソフトの序盤データを無効化することにある。序盤は米長が厚みを築いたが、中盤の一瞬の隙を突いたボンクラーズが勝利した。
2011年12月21日のプレマッチ（早指しでコンピュータ有利）でも、米長は2手目△6二玉と指しており、事前にこの「秘策」を当てる趣向の懸賞問題が日本将棋連盟より出題された。プレマッチで敗れた米長に対し、保木は「（本番で）△6二玉はやめて欲しい」と伝えるが、この手の優秀さを認めていた米長は聞き入れなかった。
ボンクラーズとの練習将棋を100局以上指した米長は、ボンクラーズの初手▲7六歩に対しては2手目△6二玉が最善と主張し、一部メディアに奇策と評されたことに繰り返し反発しており、今後の評価を待ちたいとしている。
この「新米長玉」の名前は1983年（昭和58年）1月、大山康晴王将と第32期王将戦第2局。後手居飛車側の引き角-玉頭位取り、先手▲6六銀型位取り振り飛車で後手4四の地点が薄くなったので、▲5五歩から銀を5五の地点に進出したため、△3三玉と受ける形になったこの玉の位置を「新米長玉とでも呼んでくれ」としたもの。同シリーズでは第4局でも同様の▲7七玉型将棋を指し、勝利した米長が最終的にシリーズを制して王将位を奪取した。
| 9  | 8  | 7  | 6  | 5  | 4  | 3  | 2  | 1  |    |
| 香 | 桂 |    |    |    | 金 | 角 | 桂 | 香 | 一 |
|    | 飛 |    | 銀 |    |    |    |    |    | 二 |
| 歩 |    |    | 歩 |    | 金 | 王 | 歩 | 歩 | 三 |
|    |    | 歩 |    |    | 歩 | 銀 |    |    | 四 |
|    | 歩 |    | 歩 | 銀 |    | 歩 |    |    | 五 |
|    |    | 歩 |    |    | 歩 |    |    |    | 六 |
| 歩 | 歩 | 角 |    |    |    | 歩 | 歩 | 歩 | 七 |
|    | 飛 |    |    | 金 |    | 銀 | 玉 |    | 八 |
| 香 | 桂 |    |    |    | 金 |    | 桂 | 香 | 九 |

米長はその前年1982年6月に『角落ち 決戦大駒落（近代将棋企画）「櫛田陽一都名人」vs「米長邦雄棋王」』で居飛車相手に△2二飛を指すために玉を2二から3三玉としている。この△2二飛-△3三玉型は王将戦と同年の早指し選手権決勝でも披露しており、対峙した後手番で優勝した真部一男も同年での自戦記タイトルに「早指し戦 新米長玉と戦う」（『将棋世界』1983年5月号　p156～161）と付けている。このときの戦型は後手真部の早石田に後手米長が▲6八玉の石田封じを見せたので、真部が居飛車将棋に切り替えたものだった。珍玉#中段玉の｢難攻不落・銀立ち陣」も参照。